# Flugplatz Sarreguemines

i7
i11
i13
Der Flugplatz Sarreguemines (deutsch eigentlich Flugplatz Saargemünd, frz. aérodrome de Sarreguemines, auch aérodrome de Sarreguemines-Neunkirch bzw. Flugplatz Saargemünd-Neunkirchen) ist ein Flugplatz in der französischen Gemeinde Frauenberg nahe der Stadt Saargemünd in Lothringen. Er liegt unmittelbar an der deutschen Grenze zum Saarland und wird heute ausschließlich zu Sportzwecken gebraucht.

## Anlage
Der Flugplatz Sarreguemines besitzt:
- einen Parkplatz
- einen  Hangar
- eine Tankstelle (100LL)